# Araǰin Xowmb 1999
L'Araǰin Xowmb 1999 è stata la 9ª edizione della seconda serie del campionato armeno di calcio.

## Stagione

### Novità
Al termine della passata stagione, lo Zvart'noc' è stato promosso in Bardsragujn chumb, dalla quale nessun club è retrocesso.
SKVV Erevan, Spitak e NIG Aparan si sono sciolte al termine della passata stagione.
L'Arpa, squadra della città di Yeghegnadzor, ha preso parte a questo campionato.
Il Kasakh Ashtarak ha cambiato nome in Mika Ashtarak.

### Formula
Le dieci squadre partecipanti si affrontano due volte, per un totale di diciotto giornate. La squadra vincitrice, viene promossa in Bardsragujn chumb 2000. La seconda classificata uno spareggio promozione-retrocessione contro la penultima classificata della Bardsragujn chumb 1999.

## Classifica
|  | Pos. | Squadra          | Pt | G  | V  | N | P  | GF | GS | DR  |
|  | ---- | ---------------- | -- | -- | -- | - | -- | -- | -- | --- |
|  | 1.   | Dinamo Erevan    | 39 | 16 | 13 | 0 | 3  | 40 | 14 | +26 |
|  | 2.   | Mika Ashtarak    | 35 | 16 | 11 | 2 | 3  | 34 | 18 | +16 |
|  | 3.   | Lori             | 31 | 16 | 9  | 4 | 3  | 32 | 10 | +22 |
|  | 4.   | Lernagorts Kapan | 25 | 16 | 7  | 4 | 5  | 41 | 16 | +25 |
|  | 5.   | Nairi Erevan     | 24 | 16 | 7  | 3 | 6  | 23 | 25 | -2  |
|  | 6.   | Karabakh 2       | 23 | 16 | 7  | 2 | 7  | 18 | 19 | -1  |
|  | 7.   | FIMA Erevan      | 15 | 16 | 4  | 3 | 9  | 12 | 31 | -19 |
|  | 8.   | Arpa             | 8  | 16 | 2  | 2 | 12 | 11 | 46 | -35 |
|  | 9.   | Mush Kasakh      | 5  | 16 | 1  | 2 | 13 | 6  | 42 | -36 |
|  | 10.  | Alaškert         | 0  | –  | –  | – | –  | –  | –  | –   |

Legenda:
      Promossa in Bardsragujn chumb 2000
 Ammessa allo spareggio promozione-retrocessione
      Escluso a campionato in corso.
Note:
Tre punti a vittoria, uno a pareggio, zero a sconfitta.

## Spareggio promozione/retrocessione
|         | Risultati |               | Luogo e data     |
| ------- | --------- | ------------- | ---------------- |
| Kilikia | 0 - 1     | Mika Ashtarak | 12 dicembre 1999 |